# ヤンマーディーゼルサッカー部
ヤンマーディーゼルサッカー部（ヤンマーディーゼルサッカーぶ）は、かつて存在した日本のサッカークラブ。ヤンマーディーゼルのサッカー部として1957年に創部され、兵庫県尼崎市に本拠地を置き、関西圏全体をホーム活動拠点にした。呼称はヤンマー。「企業アマ」の体制確立に最も早くから着手したチームの内の1つでもある。日本代表で活躍した釜本邦茂を中心としたチーム構成で1970年代に全盛期を築き上げた。
日本プロサッカーリーグ（Jリーグ）に加盟するセレッソ大阪の前身となったクラブであり、サテライトチームのヤンマークラブはチーム解散後、松下電器産業サッカー部となり後のガンバ大阪となった。

## 概要
サッカー部は早稲田大学ア式蹴球部OBの古川能章を中心に1957年に創設され、兵庫県尼崎市に本拠地を置いた。1963年には関西実業団選手権で優勝を飾ったが、当時の関西には田辺製薬、湯浅電池、日本ダンロップなどの強豪がひしめいており、そのため、日本サッカーリーグ（JSL）設立の際には歴史の浅いヤンマーが加盟出来るとは思われなかった。
しかし、他チームが社業との両立や、リーグの成功と可能性を疑問視したことで参加を見送ると、関西唯一のチームとして第1回からの参加となった。これには、リーグ創設に尽力した古河電気工業サッカー部（現:ジェフユナイテッド市原・千葉）の長沼健と古川が高校時代の同期で、リーグの意義や趣旨を理解していた事も大きな要因の一つであった。
初年度は最終節の東洋工業サッカー部（現:サンフレッチェ広島）戦で0-11という記録的な大敗を喫して7位。翌年は最下位に終わり入替戦に回るなど惨憺たる結果に終った。
そこで監督の鬼武健二、コーチの加茂周、マネージャーの安達貞至らが中心となり改革に取り組む。環境面では天然芝の照明設備付きグラウンド、サウナ付きの選手寮の建設。待遇面でも残業手当に相当する「運動部手当」を支給、従来夕方からの練習参加としていたのを、午前中で仕事を切り上げ午後からの練習参加を可能にするなど、企業アマ体制を確立させた。この背景には関西出身の大型ストライカー釜本邦茂が加入したことにより会社が積極的な支援を行う様になった面もある。
またヤンマーがブラジルに自社工場のヤンマーディーゼル・モトーレス・ド・ブラジル（Yanmar Diesel Motores do Brasil）を所有していた事もあり、そこで勤務していた日系人のネルソン吉村を獲得、日本リーグ初の外国籍選手となった。吉村や黒人選手のカルロス・エステベスを獲得すると、それまでの守備一辺倒のスタイルからラテン志向のパスサッカーへ転換を果たし、1969年の天皇杯を制覇。これは創部11年目にして初のビッグタイトルとなった。
釜本、吉村のコンビを中心としたブラジル流攻撃サッカーは人気を集め、ドイツ流の組織的サッカーを志向するライバルの三菱重工業サッカー部（現:浦和レッドダイヤモンズ）との試合は人気を集め1968年11月17日に国立霞ヶ丘競技場陸上競技場で行われた試合は40,000人の観衆を集め、この記録は20年近くJSLでの最多入場記録であった。
なお、中学・高校の部活動で取り入れられている「ブラジル体操」も、ヤンマーディーゼルサッカー部が発祥とされる。
1984年8月25日、日本のサッカー界初の引退試合「釜本邦茂引退試合 ヤンマーディーゼル対日本サッカーリーグ選抜」（国立霞ヶ丘競技場陸上競技場）を開催した。
JSL優勝4回、天皇杯優勝3回を誇った名門も釜本の引退後は上位進出する事は少なくなり、1990-91シーズンにはリーグ11位となり2部降格。またJリーグ設立の際に候補として名乗りを挙げたもののホームタウンの問題から落選、1992年からジャパンフットボールリーグ（旧JFL）に参加。1993年12月6日にヤンマーディーゼル、日本ハム、カプコン等の共同出資による運営会社「大阪サッカークラブ株式会社」を設立。名称を「セレッソ大阪」と改めて兵庫県尼崎市から大阪府大阪市に本拠地を移転し、Jリーグ準会員として1994年にJFLで優勝し、Jリーグへ加盟した。

## 略歴
- 1957年 兵庫県尼崎市において創部
- 1965年 第1回日本サッカーリーグに参加
- 1991年 日本リーグ2部降格

## タイトル

### リーグ戦
- 日本サッカーリーグ
  - 1971年、1974年、1975年、1980年

### カップ戦
- 天皇杯
  - 1968年、1970年、1974年
- JSLカップ
  - 1973年（スペシャルカップ）、1983年、1984年
- スーパーカップ
  - 1981年
- クイーンズカップ（親善大会）
  - 1976年

## 成績
| 年度    | 所属   | 順位 | 勝点 | 勝             | 分          | 敗              | 得点 | 失点 | 監督       |
| ------- | ------ | ---- | ---- | -------------- | ----------- | --------------- | ---- | ---- | ---------- |
| 1965    | JSL    | 7位  | 5    | 2              | 1           | 11              | 9    | 41   | 古川能章   |
| 1966    | JSL    | 8位  | 4    | 1              | 2           | 11              | 7    | 29   | 古川能章   |
| 1967    | JSL    | 5位  | 14   | 6              | 2           | 6               | 28   | 27   | 鬼武健二   |
| 1968    | JSL    | 2位  | 19   | 7              | 5           | 2               | 29   | 18   | 鬼武健二   |
| 1969    | JSL    | 5位  | 13   | 6              | 1           | 7               | 25   | 25   | 鬼武健二   |
| 1970    | JSL    | 4位  | 15   | 7              | 1           | 6               | 26   | 21   | 鬼武健二   |
| 1971    | JSL    | 優勝 | 22   | 9              | 4           | 1               | 32   | 13   | 鬼武健二   |
| 1972    | JSL1部 | 2位  | 20   | 7              | 6           | 1               | 30   | 11   | 鬼武健二   |
| 1973    | JSL1部 | 3位  | 23   | 10             | 3           | 5               | 40   | 17   | 鬼武健二   |
| 1974    | JSL1部 | 優勝 | 25   | 10             | 5           | 3               | 47   | 24   | 鬼武健二   |
| 1975    | JSL1部 | 優勝 | 31   | 14             | 3           | 1               | 44   | 11   | 鬼武健二   |
| 1976    | JSL1部 | 4位  | 21   | 9              | 3           | 6               | 34   | 20   | 鬼武健二   |
| 1977    | JSL1部 | 5位  | 40   | 8              | 3PK勝 2PK敗 | 5               | 39   | 28   | 鬼武健二   |
| 1978    | JSL1部 | 2位  | 47   | 11             | 1PK勝 1PK敗 | 5               | 33   | 26   | 釜本邦茂   |
| 1979    | JSL1部 | 4位  | 40   | 9              | 1PK勝 2PK敗 | 6               | 28   | 21   | 釜本邦茂   |
| 1980    | JSL1部 | 優勝 | 30   | 13             | 4           | 1               | 29   | 13   | 釜本邦茂   |
| 1981    | JSL1部 | 4位  | 22   | 7              | 8           | 3               | 21   | 15   | 釜本邦茂   |
| 1982    | JSL1部 | 3位  | 21   | 8              | 5           | 5               | 25   | 19   | 釜本邦茂   |
| 1983    | JSL1部 | 5位  | 19   | 6              | 7           | 5               | 19   | 21   | 釜本邦茂   |
| 1984    | JSL1部 | 9位  | 14   | 5              | 4           | 9               | 15   | 28   | 釜本邦茂   |
| 1985    | JSL1部 | 10位 | 18   | 6              | 6           | 10              | 20   | 27   | 三田僥     |
| 1986-87 | JSL1部 | 6位  | 24   | 8              | 8           | 6               | 21   | 22   | 三田僥     |
| 1987-88 | JSL1部 | 6位  | 24   | 7              | 10          | 5               | 22   | 19   | 三田僥     |
| 1988-89 | JSL1部 | 8位  | 28   | 7              | 7           | 8               | 23   | 22   | 三田僥     |
| 1989-90 | JSL1部 | 7位  | 27   | 6              | 9           | 7               | 20   | 23   | 三田僥     |
| 1990-91 | JSL1部 | 11位 | 20   | 5              | 5           | 12              | 13   | 31   | 吉村大志郎 |
| 1991-92 | JSL2部 | 3位  | 65   | 20             | 5           | 5               | 56   | 17   | 吉村大志郎 |
| 1992    | JFL1部 | 4位  | 24   | 7              | 3           | 8               | 23   | 19   | 吉村大志郎 |
| 1993    | JFL1部 | 7位  | _    | 7（2延長 0PK） | _           | 11（2延長 2PK） | 34   | 43   | 吉村大志郎 |

## ヤンマーディーゼルサッカー部に所属した主な選手
- 古川能章
- 鬼武健二
- 釜本邦茂
- ネルソン吉村（日本名:吉村大志郎）
- 加茂周
- 西村昭宏
- 副島博志
- 山野孝義
- 堀井美晴
- 楚輪博
- カルロス・エステベス
- 梶野智幸
- 貴志俊治
- 梶野智
- 森島寛晃
- マルコス

## セレッソ大阪と異なる点
- 活動地域は大阪というよりも広く関西圏で試合を行っており、練習拠点に近い尼崎市記念公園陸上競技場を中心に、長居競技場、靭公園蹴球場（現:廃止）、神戸中央球技場、水口スポーツの森などで試合を行った。練習拠点は尼崎市と大津市瀬田のヤンマーグラウンドが使用された。
  - 現在もヤンマー尼崎グラウンドではセレッソの下部組織（ユース他）の練習が行われているが、トップチームは舞洲スポーツアイランド、並びに南津守さくら公園のセレッソグラウンドで練習が開催されている。
- また現在のサテライト組織相当のチームとして「ヤンマークラブ」というチームが作られ、1976年～1979年の4年間、日本サッカーリーグ2部リーグに所属したが会社の合理化とサッカー部の一本化に伴い1979年のシーズン終了と同時に解散された。このチームに所属した選手の多くは1980年に松下電器産業サッカー部（現:ガンバ大阪）を結成し奈良県社会人リーグに参加した。
- ユニフォームカラーは上下ともに赤。チームエンブレムにはサッカーボールを蹴るヤン坊マー坊が描かれていた。